# Бельмонте-дель-Саннио
Бельмонте-дель-Саннио (итал. Belmonte del Sannio) — коммуна в Италии, располагается в регионе Молизе, в провинции Изерния.
Население составляет 921 человек (2008 г.), плотность населения составляет 46 чел./км². Занимает площадь 20 км². Почтовый индекс — 86080. Телефонный код — 0865.
Покровителем коммуны почитается святой Анаклет, папа Римский, празднование 13 июля.

## Демография
Динамика населения:

## Администрация коммуны
- Официальный сайт: http://www.comune.belmontedelsannio.is.it/